# Bianca e Falliero
Bianca e Falliero, o sia Il Consiglio dei Tre és una òpera en dos actes composta per Gioachino Rossini sobre un llibret italià de Felice Romani, basat en Les Vénitiens ou Blanche et Montcassin d'Antoine-Vincent Arnault. S'estrenà al Teatro alla Scala de Milà el 26 de desembre de 1819.

## Origen i context
Bianca e Falliero, l'obra número trenta del catàleg rossinià, és una llarga òpera seriosa que ocupa una posició particular, de frontissa o cruïlla, en la trajectòria del compositor. És la cinquena i última entre les compostes per a la Scala de Milà, teatre al qual Rossini s'havia anat dedicant de manera intermitent però amb notables resultats, des de La pietra del paragone de 1812 a La gazza ladra de 1817, passant per Aureliano in Palmira i Il turco in Italia. Aquesta última aportació al repertori del teatre milanès clausura una etapa de vuit anys (1812-1819) frenètics, vertiginosos, d'autèntica galera, durant els quals va compondre ni més ni menys que vint-i-set òperes dels gèneres més diversos, innovant i experimentant amb les formes, i creant un paradigma operístic que gravitarà sobre la creació lírica italiana i europea fins ben avançat el Romanticisme. Després de Bianca e Falliero, composta per a la inauguració de la temporada milanesa del Carnaval de 1819-1820, la nova dècada serà testimoni d'una disminució radical de l'esforç creatiu de Rossini, que fins al seu comiat dels escenaris amb Guillaume Tell (1829) compondrà només nou òperes (i diverses d'elles seran remakes d'obres anteriors), a una per any, primer a Itàlia i, després del parèntesi viatger de 1824, finalment a París.

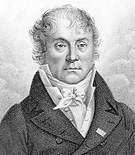
Antoine-Vincent Arnault, autor de l'obra en què es bassa el llibret

La trama, basada en la tragèdia d'Arnault Blanche et Montcassin i reelaborada per Romani per dotar-la d'un final feliç, se situa a la Venècia de començaments del segle xvii, fronterera del Milanesat hispànic, i utilitza fets històrics (la conjura de l'ambaixador espanyol, marquès de Bedmar, aquí anomenat «Bedamar», contra la independència de la Sereníssima) - aprofita el cabal d'experiències i troballes acumulades en la prodigiosa estació creativa que la precedeix, al llarg de la qual el llenguatge rossinià s'anà fent cada vegada més complex i sofisticat, de manera que de la commovedora senzillesa de Tancredi s'arribarà als excessos ornamentals i a les colossals dimensions de Semiramide. Bianca e Falliero, molt més propera a aquesta última en el seu estil vocal -frases melòdiques compostes per cèl·lules breus però extraordinàriament recarregades i adornades, a les quals l'intèrpret ha de dotar de significat expressiu a través dels seus recursos tècnics i de la seva fantasia-, s'aparta d'ella en la seva ocupació del recitatiu secco i en una menor monumentalitat, malgrat la qual cosa la seva durada no és inferior a les tres hores. La partitura conté excel·lents àries i duos i extraordinàries escenes de conjunt, especialment tot el finale primer i el gran quartet del segon acte.

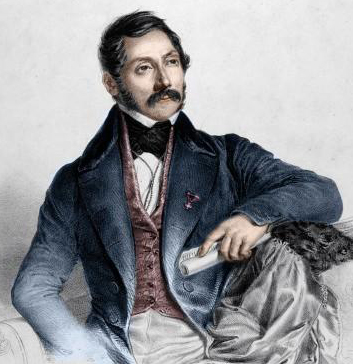
Felice Romani, autor del llibret

Amb Bianca e Falliero es torna a les obres fragmentades i disperses. El tema estava tret de Il conte Carmagnola, de Manzoni, i malgrat que el llibret va ser proporcionat per Felice Romani, el llibretista líder a La Scala, no va resultar ser un millor llibret.

## Representacions

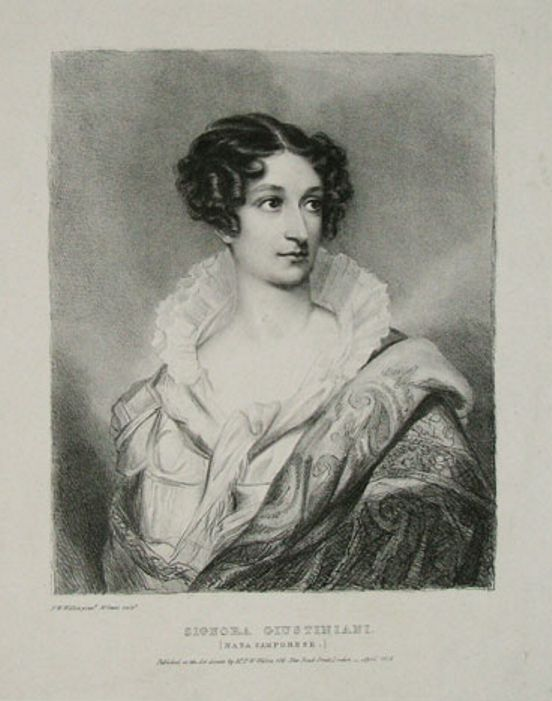
Violante Camporese, soprano creadora de Bianca

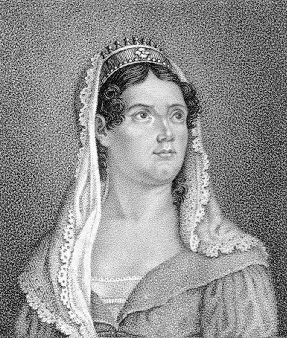
Carolina Bassi, contralt creadora de Falliero

S'estrenà al Teatro alla Scala de Milà el 26 de desembre de 1819, amb una rebuda del públic que no va destacar especialment, com en tantes altres òperes de Rossini. Però es va anar consolidant i va arribar a ser representada en trenta-nou funcions consecutives, tot i que els crítics van acusar al compositor d'excessius ornaments en l'escriptura vocal i de manca de música original. Tampoc va agradar la presumpta barreja entre gèneres bufo i seriós. Però aquestes objeccions recurrents no impedien que el públic se sentís fascinat amb la música de Rossini.
Oblidada durant un segle i mig, la seva recuperació al laboratori del Rossini Opera Festival de Pesaro el 1986, en una producció de Pizzi amb Horne, Ricciarelli i Merritt, enregistrada en disc, no va suposar un paral·lel rellançament en els escenaris internacionals similar al que va succeir amb altres obres rossinianes (encara que a Pesaro va ser reposada el 1989), tot i gaudir d'una nova edició discogràfica per Opera Rara el 2000.

## Argument

### Acte I
Contanero ofereix la seva filla Bianca en matrimoni a Capellio, membre d'un clan rival, per segellar la reconciliació entre les dues famílies enemistades des de fa temps. Bianca, tanmateix, està enamorada de Falliero, del qual corre el rumor que ha mort en la defensa de Venècia en contra d'una amenaça militar. Ella canta el seu amor per aquest jove general (cavatina: Della rosa il bel vermiglio). Quan Falliero torna de la guerra, Bianca es rebel·la contra els plans del seu pare per a ella, Contanero llavors amenaça d'arruïnar Falliero. La cerimònia del casament comença, però Bianca es nega a casar-se amb Capellio i a signar el contracte, llavors Falliero arriba en plena cerimònia.

### Acte II
Per escapar de la ira del pare de Bianca, Falliero es veu obligat a abandonar el lloc del casament. Però Bianca encara es nega a continuar. Llavors sorgeixen notícies que anuncien que Falliero ha estat capturat i ha de comparèixer per traïció, se l'acusa de tenir contactes amb una potència estrangera, ja que ha trobat refugi a l'ambaixada espanyola. Per desgràcia per a ell, els jutges són el Consell dels Tres: Contareno, Capellio i Loredano. Encara que Fallerio no es defensa, Bianca suplica apassionadament a favor seu. Finalment, les súpliques Bianca són escoltades i Capellio ha de convenir que els dos amants estan destinats l'un a l'altre. L'obra acaba feliçment.

## Estructura
- Simfonia

Acte I
- 1 Introducció Dalle lagune adriatiche (Cor, Contareno, Capellio)
- 2 Cor i Cavatina Viva Fallier - Se per l'Adria il ferro strinsi (Falliero)
- 3 Cor i Cavatina Negli orti di Flora - Della rosa il bel vermiglio (Bianca)
- 4 Cavatina Pensa che omai resistere (Contareno)
- 5 Duet Sappi che un dio crudele (Bianca, Falliero)
- 6 Final Fausto Imene e di gioia cagione (Cor, Contareno, Capellio, Bianca, Falliero)

Acte II
- 7 Duet Va', crudel (Falliero, Bianca)
- 8 Duet Non profferir tal nome (Contareno, Bianca)
- 9 Cor i Ària Qual notte di squallore - Alma, ben mio, sì pura (Falliero)
- 10 Cavatina Tu non sai qual colpo atroce (Falliero)
- 11 Quartet Cielo, il mio labbro inspira (Bianca, Falliero, Contareno, Capellio)
- 12 Cor Vieni, per te tremante
- 13 Cavatina Teco resto (Bianca)[5]

## Enregistraments
| Any  | Elenc: Bianca, Fallerio, Contareno, Capellio                            | Director, Teatre d'òpera i orquestra                                                                   | Segell                                                                 |
| ---- | ----------------------------------------------------------------------- | --- | ---------------------------------------------------------------------- |
| 1986 | Katia Ricciarelli, Marilyn Horne. Chris Merritt, Giorgio Surjan         | Donato Renzetti, London Sinfonietta Opera Orchestra i Prague Philharmonic Choir Rossini Opera Festival | Àudio CD: Legato Classics Cat: LCD 138-3 DVD: House of Opera DVDCC 246 |
| 2001 | Majella Cullagh, Jennifer Larmore, Barry Banks, Ildebrando D'Arcangelo. | David Parry, London Philarmonic Orchestra i Geoffrey Mitchell Choir                                    | Àudio CD: Opera Rara ORC20 DVD: Dynamic 1236/1-2 High Definition       |
| 2005 | Maria Bayo, Daniela Barcellona, Francesco Meli, Carlo Lepore.           | Renato Palumbo, Orquesta Sinfónica de Galicia i el Prague chamber Choir Rossini Opera Festival, Agost  | Àudio CD: Dynamic CDS 501/1-3 DVD: Dynamic 1236/1-2 High Definition    |